# Schumeria
Schumeria là một chi thực vật có hoa trong họ Cúc (Asteraceae).

## Loài
Chi Schumeria gồm các loài: